# Ramphotyphlops
Ramphotyphlops — рід змій родини сліпунів (Typhlopidae). Представники цього роду мешкають в Південній і Південно-Східній Азії та на островах Океанії.

## Опис
Сліпуни з роду Ramphotyphlops досягають довжини 50-750 мм. Вони мають різноманітне забарвлення, від світло-бежевого до червоного і чорно-коричневого. Живуть в гніздах мурах і термітів, а також серед опалого листя і деревини. Живляться дощовими черв'яками, личинками і яйцями мурах і термітів. Відкладають яйця.

## Види
Рід Ramphotyphlops нараховує 23 види:
- Ramphotyphlops acuticauda (W. Peters, 1877)
- Ramphotyphlops adocetus Wynn, Reynolds, Buden, Falanruw & Lynch, 2012
- Ramphotyphlops angusticeps (W. Peters, 1877)
- Ramphotyphlops becki (Tanner, 1948)
- Ramphotyphlops bipartitus (Sauvage, 1879)
- Ramphotyphlops conradi (Peters, 1875)
- Ramphotyphlops cumingii (Gray, 1845)
- Ramphotyphlops depressus (W. Peters, 1880)
- Ramphotyphlops erebus Kraus, 2023
- Ramphotyphlops exocoeti (Boulenger, 1887)
- Ramphotyphlops flaviventer (W. Peters, 1864)
- Ramphotyphlops hatmaliyeb Wynn, Reynolds, Buden, Falanruw, & Lynch, 2012
- Ramphotyphlops lineatus (Schlegel, 1839)
- Ramphotyphlops lorenzi (F. Werner, 1909)
- Ramphotyphlops mansuetus (Barbour, 1921)
- Ramphotyphlops marxi (Wallach, 1993)
- Ramphotyphlops mollyozakiae Wallach, 2021
- Ramphotyphlops multilineatus (Schlegel, 1839)
- Ramphotyphlops olivaceus (Gray, 1845)
- Ramphotyphlops similis (Brongersma, 1934)
- Ramphotyphlops suluensis Taylor, 1918
- Ramphotyphlops supranasalis (Brongersma, 1934)
- Ramphotyphlops willeyi (Boulenger, 1900)